# کشتیبان
کِشتیبان (کشتی‌بان)، روستایی است از توابع بخش مرکزی شهرستان ارومیه و در شهرستان ارومیه استان آذربایجان غربی ایران.
قدمت این روستا برمیگردد به خاتمه حکومت نادرشاه افشار در مشهد
سردار خان ممد که با سردار ارومچی در کشور گشایی‌های نادر شاه افشار نادر را همراهی می‌کرد بعد از مرگ نادر شاه به ارومیه باز میگردنند و سردار خان ممد برای زندگی در منطقه بکشلوچای از اراضی روستاهای میاوق - دیزج - یوالار - حصار - بالدرلو - قشلاق می‌خرد و بین هفت پسرخود که هفت طایفه اصلی گمیچی می‌باشد تقسیم می‌کنند و در زمینهای خریداری شده از روستاهای منطقه به کشت و زراعت و دامپروری مشغول می‌شوند. فرزنداند خان ممد که با زن بچه خود در منطقه مستقر شده بودند رفته رفته از اراضی روستاهای اطراف خریداری کردند بطوری که الان اکثر اراضی روستای گمچی در روستاهای اطراف می‌باشد و به همین دلیل اهالی روستاهای اطراف همیشه خود را کشتیبانی می‌نامند

## جمعیت
این روستا در دهستان بکشلوچای قرار داشته و بر اساس سرشماری سال ۱۳۸۵ جمعیت آن ۹۹۲ نفر (۳۱۲ خانوار) بوده‌است.